# Skagafjörður (comune)
Skagafjörður è un comune islandese della regione di Norðurland vestra.